# رقص خورومی

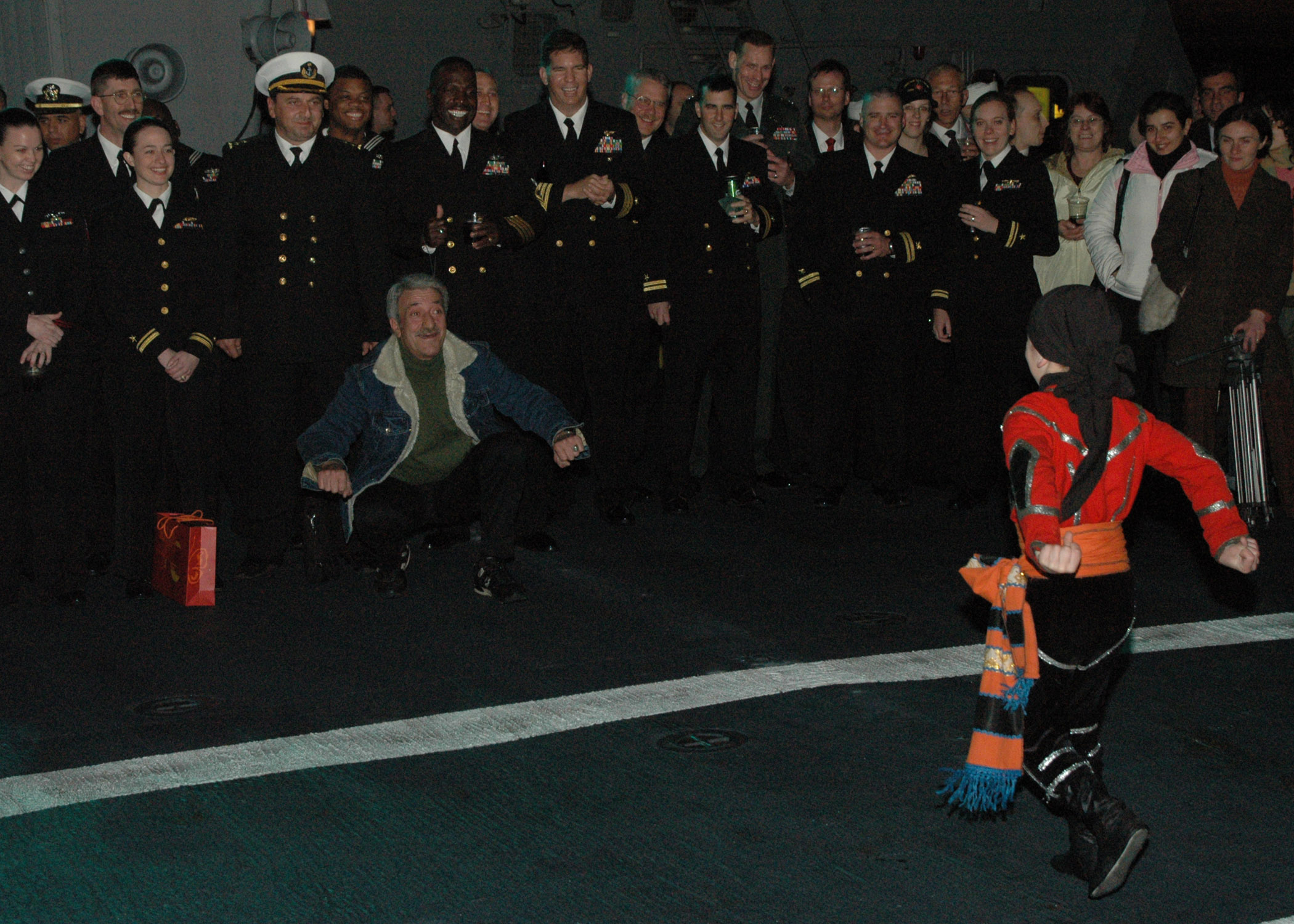
ملوانان در حال تماشای رقصنده گرجی در حال اجرای رقص خورومی

رقص خورومی (به گرجی: ხორუმი) (تلفظ: khorumi) از جمله رقص‌های جنگی اهالی گرجستان است.
خاستگاه این رقص از ناحیهٔ آجارا واقع در قسمت جنوب غربی گرجستان می‌باشد. در ابتدا این رقص با تعداد کمی از مردان اجرا می‌شد. گر چه امروزه تعداد آنها افزایش یافته و با سی تا چهل نفر اجرا می‌شود. با وجود تغییر در تعداد، نوع و نحوه اجرای آن تغییر نکرده‌است. این رقص زندگی اردوگاه جنگی را به تصویر می‌کشد. پیش‌درآمد رقص با تصویر کشیدن اردوگاه دشمن و جستجوی مردان گرجی برای اردو زندن می‌باشد. سپس فراخواندن دیگر افراد به میدان جنگ است. خروج مردان جنگی از صحنه کاملاً نفس گیر است. نیرو و توانایی آن ساده‌است ولی حرکات مشخص و دقت در یک خط قرار گرفتن شما را متحر می‌سازد. این رقص در درون خود موضوع‌های مختلفی چون جستجو، جنگ و جشن پیروزی را در جنگجویان گرجی در هم می‌آمیزد.
رقص خورومی از چهار بخش تشکیل شده‌است:
- تعداد کمی از مردان که در حال تحقیق و جستجو برای پیدا کردن اردوگاهی مناسب هستند.
- به تصویر کشیدن اردوگاه دشمن.
- فراخوان به اردوگاه و آماده شدن.
- جنگ و پیروزی مردان گرجی.

### رقص گرجی
آپارات - رقص گرجی (خورومی)